# YLC-2
YLC-2 — мобильная трёхкоординатная радиолокационная станция боевого режима,  предназначена для обнаружения и сопровождения баллистических и аэродинамических целей различных классов  на средних и больших высотах.

В начале 2000 станция была модернизирована до модификации YLC-2А. Обновленная РЛС получила новый ЦСП, способный обрабатывать DMTI и CFAR задачи. Данные модификации позволили обнаруживать самолеты по технологии стелс, типа F-22 на расстоянии до 200 км
.

## Тактико Технические Характеристики
- L - диапазон
- Выходная мощность: 5,5 кВт
- Пиковая мощность: 85 кВт
- Дальность обнаружения: 330 км
- Точность: около 200 м
- Азимут: 3600
- Разрешающая способность по дальности: 300 м
- Высота 0.50 - +200
- Уровень боковых лепестков антенны:  -35 dB

## Модификации
- YLC-2A - модификация на полуприцепе
- YLC-2V - модификация на самоходном шасси.[2]

## Стоит на вооружении в странах
- Китай[источник не указан 4227 дней]
- Эквадор - 4
- Пакистан - 7 радаров.
- Туркменистан - 3[3]

## Зарубежные аналоги
- США - AN/FPS-117
- Великобритания - S763
- Россия - 59Н6